# Kittichai Yaidee
Kittichai Yaidee (thailändisch กิตติชัย ใยดี, * 9. Februar 2002 in Surin) ist ein thailändischer Fußballspieler.

## Karriere
Kittichai Yaidee erlernte das Fußballspielen in Jugendmannschaft von Buriram United in Buriram. Der Verein spielt in der ersten Liga, der Thai League. 2021 wurde an den Drittligisten Angthong FC ausgeliehen. Mit dem Klub aus Angthong spielte er in der Western Region der Liga. Anfang Januar 2022 wechselte er zum Khon Kaen FC. Der Verein aus Khon Kaen spielte in der zweiten Liga, der Thai League 2. Sein Zweitligadebüt gab Kittichai Yaidee am 23. Januar 2022 (20. Spieltag) im Auswärtsspiel gegen den Chiangmai FC. Hier wurde er in der 85. Minute für Thanadol Kaosaart eingewechselt. Chiangmai gewann das Spiel 2:1. Am Ende der Saison 2021/22 musste er mit Khon Kaen als Tabellenvorletzter in die dritte Liga absteigen. Für Khon Kaen bestritt er zehn Zweitligaspiele. Nach dem Abstieg wechselte er Ende Juli 2022 zum Zweitligisten Customs United FC. Mit dem Verein aus Samut Prakan wurde man am Ende der Saison 2022/23 Tabellendritter und qualifizierte sich somit für die Aufstiegsspiele zur ersten Liga. Hier musste man sich jedoch im Finale gegen den Uthai Thani FC geschlagen geben. Zu Beginn der Saison 2023/24 unterschrieb er einen Vertrag beim Zweitligisten Samut Prakan City FC. Nach einer Spielzeit, in der er 21 Ligaspiele für den Verein aus Samut Prakan absolvierte, wechselte er im Juli 2024 zum Erstligisten Khon Kaen United FC. Am Ende der Saison 2024/25 wurde er mit Khon Kaen Tabellenletzter und musste somit in die zweite Liga absteigen.